# فيكتور ويلينغ
فيكتور ويلينغ (بالإنجليزية: Victor Willing)‏ هو رسام أمريكي، ولد في 15 يناير 1928، وتوفي في 1 يونيو 1988.